# Game Developer
Game Developer (раніше - Gamasutra,) — вебсайт, присвячений розробці відеоігор. На сайті публікуються новини індустрії відеоігор, аналітичні статті та огляди, а також список вакансій для розробників відеоігор.
Game Developer публікує ексклюзивні інтерв'ю з розробниками ігор і іншими діячами ігрової індустрії; ці інтерв'ю користуються авторитетом і увагою в ігровій журналістиці.
На сайт Game Developer посилаються безліч друкованих та онлайнових ресурсів, присвячених комп'ютерним іграм та IT-індустрії. Її рейтинги, чарти і списки, а також аналітичні статті користуються популярністю і авторитетом в інших відомих виданнях.
Game Developer і її команда редакторів виграла Webby Awards в 2006 і 2007 році. У 2006 році при врученні нагороди її девізом були слова «Heart plus science equals games» (укр. Серце плюс наука рівні іграм), а в 2007 році — «Art plus science, still games» (укр. Мистецтво плюс наука все ще ігри).
Сайт був заснований в 1997 році. Він є власністю і управляється Think Services (раніше CMP Media), яка є підрозділом компанії United Business Media. Game Developer позиціонується як онлайновий сестринський портал до друкованого журналу Game Developer, який також належить Think Services.